# کشیش‌کند
کشیش‌کند (به لاتین: Keşişkənd) یک منطقه مسکونی در جمهوری آذربایجان است که در شهرستان گدابیگ واقع شده است.